# Emmanuel Tshituka
Pas d'image ? Cliquez ici

a Compétitions nationales et continentales officielles uniquement.

Dernière mise à jour le 3 avril 2025.
Emmanuel Tshituka, né le 16 juin 2000 à Kinshasa (République démocratique du Congo), est un joueur congolais de rugby à XV jouant aux postes de troisième ligne aile ou de troisième ligne centre avec la franchise des Sharks en United Rugby Championship depuis 2024.
Son frère ainé Vincent Tshituka est également joueur professionnel de rugby à XV et évolue aux Sharks.

## Biographie

### Jeunesse et formation
Emmanuel Tshituka naît à Kinshasa en République démocratique du Congo. Deux ans après sa naissance, en 2002, face à la situation politique du pays, il déménage avec sa famille à Johannesbourg en Afrique du Sud en tant que réfugié,. Durant sa jeunesse, Emmanuel Tshituka est un très bon sprinteur et se voit même offrir une scolarité par un lycée américain. Cependant, il refuse cette offre pour ne pas impacter sa famille en difficultés. Il décide ensuite de suivre son frère Vincent et de s'essayer au rugby à XV. Il commence donc ce sport à l'université du Witwatersrand. Ses bonnes performances en Varsity Cup lui permettent d'être repéré par les Lions.

### Carrière professionnelle
Emmanuel Tshituka fait ses débuts professionnels en 2021 avec les Lions lors d'un match de Pro14 Rainbow Cup contre les Bulls. Son frère Vincent prend aussi part à la rencontre.
À partir de la saison 2021-2022, il joue régulièrement avec les Lions en United Rugby Championship et progresse. Il joue aussi pour les Golden Lions en Currie Cup durant la même période.
En début d'année 2024, il est annoncé qu'il signe aux Sharks de Durban, où évolue déjà son frère depuis un an, à partir de la saison 2024-2025,. Cette année, il est titulaire en troisième ligne aux côtés de son frère avec les Natal Sharks pour la finale de la Currie Cup remportée face aux Golden Lions, son ancienne équipe. Dans un match serré, les siens s'imposent 16 à 14 grâce à une pénalité de 60 mètres marquée par Jordan Hendrikse,.